# Florian Glatzl
Florian Glatzl (* 21. Mai 1993) ist ein österreichischer Naturbahnrodler aus Navis in Tirol. Er fährt im Einsitzer und startete 2011 erstmals im Weltcup.

## Karriere
Florian Glatzl startete ab der Saison 2007/2008 im Interkontinentalcup. Nachdem er im Winter 2009/2010 erstmals unter die besten zehn gefahren war, feierte er im ersten Rennen der Saison 2010/2011 in Saint-Oyen den ersten Sieg. Am Ende des Winters belegte er hinter dem Italiener Lukas Brunner den zweiten Gesamtrang im Interkontinentalcup.
Anfang Februar 2011 nahm Glatzl erstmals an einer internationalen Juniorenmeisterschaft, der Junioreneuropameisterschaft in Laas, teil. Als bester Österreicher erzielte er den vierten Platz; auf die Medaillenränge fehlten ihm acht Zehntelsekunden. Am 26. Februar 2011 gab er im letzten Rennen der Saison 2010/2011 in Olang sein Debüt im Weltcup. Mit Rang 14 erreichte er eine Platzierung im vorderen Mittelfeld. In der folgenden Saison 2011/2012 nahm Florian Glatzl verletzungsbedingt an keinem Wettkampf teil.

## Erfolge

### Weltmeisterschaften
- St. Sebastian 2015: 8. Einsitzer
- Vatra Dornei 2017: 6. Einsitzer
- Latzfons 2019: 4. Einsitzer

### Europameisterschaften
- Umhausen 2014: 8. Einsitzer
- Passeier 2016: 5. Einsitzer
- Obdach 2018: 5. Einsitzer
- Moskau 2020: 18. Einsitzer

### Junioreneuropameisterschaften
- Laas 2011: 4. Einsitzer
- Novouralsk 2013: 2. Einsitzer

### Weltcup
- 5. Rang im Einsitzer-Gesamtweltcup in der Saison 2018/19
- 6. Rang im Einsitzer-Gesamtweltcup in der Saison 2017/18 und 2015/16
- 8. Rang im Einsitzer-Gesamtweltcup in der Saison 2016/17
- 9. Rang im Einsitzer-Gesamtweltcup in der Saison 2019/20
- 3. Platz am 6. Dezember 2018 in Kühtai
- 3. Platz am 14. Januar 2019 in Moskau

### Interkontinentalcup
- 2. Gesamtrang im Einsitzer in der Saison 2010/2011

### Österreichische Meisterschaften
- Österreichischer Staatsmeister im Einsitzer 2016

### Auszeichnungen
- Tiroler Sportlerehrennadel in Gold mit Brillant